# Шмаково (станция)

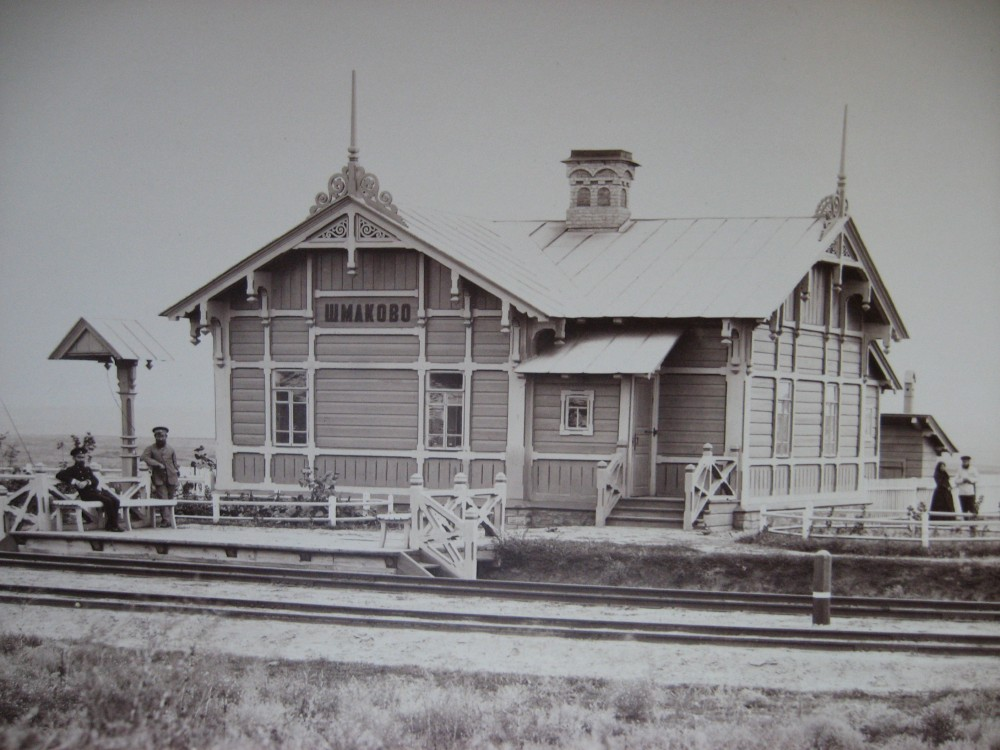
Путевой пост Шмаково. 1893 год

Шмаково (укр. Шмакове) — грузо-пассажирская железнодорожная станция Криворожской дирекции Приднепровской железной дороги на линии Кривой Рог—Пятихатки.

## История
Одна из старейших железнодорожных станций в Кривбассе, открытая в 1886 году.

## Характеристика
Расположена в центральной части Кривого Рога Днепропетровской области между станциями Мудрёная (6 км) и Вечерний Кут (5 км).
Станция служит грузовым транзитным пунктом. На станции останавливаются пригородные электропоезда.